# 可茂消防事務組合

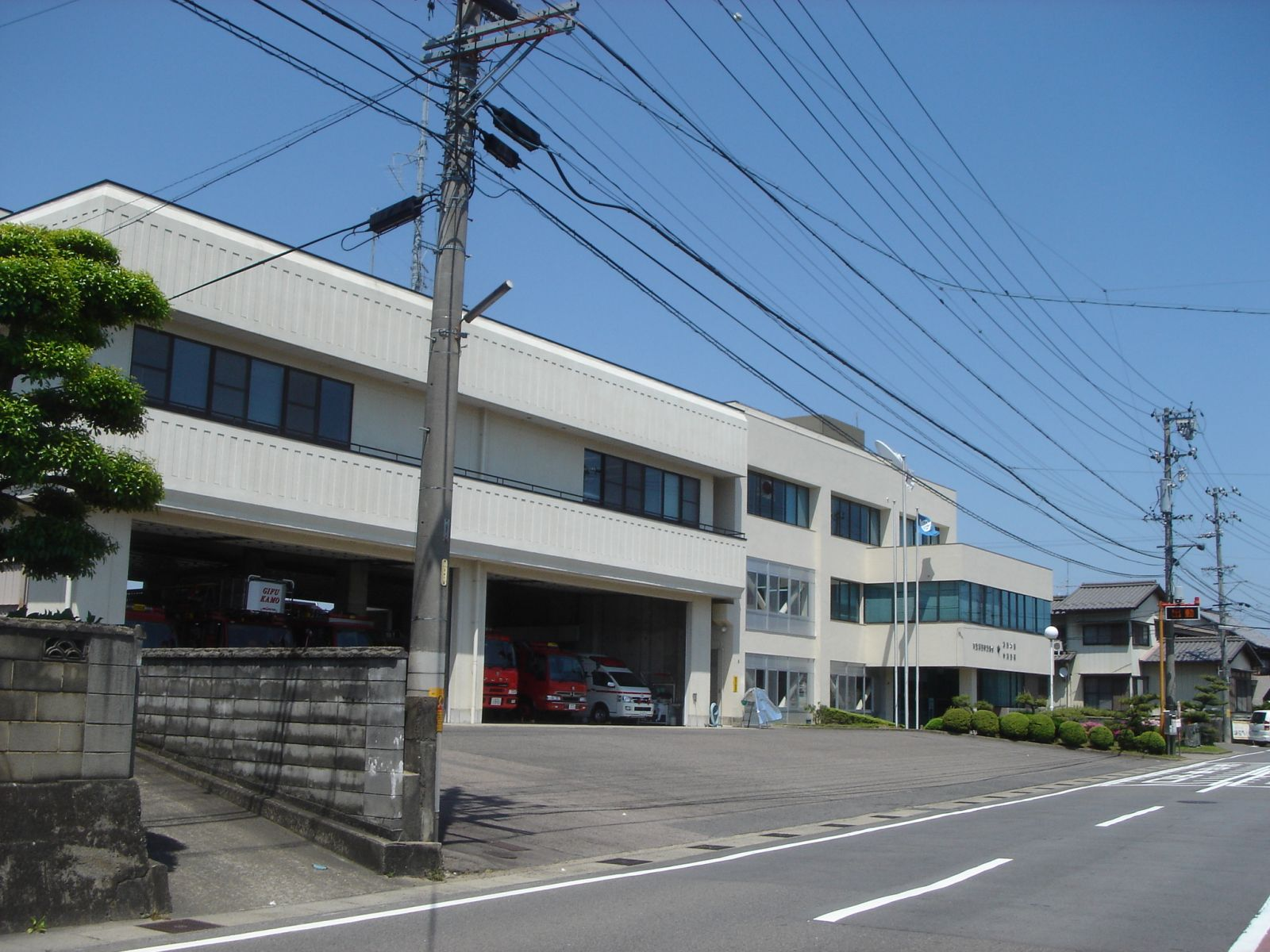
本部のある中消防署

可茂消防事務組合（かもしょうぼうじむくみあい）は、岐阜県美濃加茂市、可児市、加茂郡坂祝町、富加町、川辺町、七宗町、八百津町、白川町、東白川村、可児郡御嵩町の2市7町1村によって組織された一部事務組合（消防組合）である。消防本部の名称は可茂消防本部。

## 概要

### 事務所
- 岐阜県美濃加茂市加茂川町3丁目7-7

### 主な事務内容
- 消防組織法及び消防法の定めるところにより、市町村の処理すべき消防事務（消防団に関する事務を除く)
- 岐阜県事務処理の特例に関する条例別表第1に掲げる火薬類取締法に基づく事務

### 組織
- 組合議会
  - 議員定数：20人（関係市町村長10人、関係市町村の議会の代表者10人）
- 執行機関
  - 管理者：1人（関係市町村長から互選）
  - 副管理者：2人（関係市町村長から互選）
  - 会計管理者：1人（関係市町村の収入役から任命）
  - 監査委員：2人

## 常設消防事務

### 概要
- 消防本部：岐阜県美濃加茂市加茂川町3-7-7
- 管内面積：834.16km2
- 職員定数：250人
- 消防署3カ所、分署3カ所、分遣所2カ所、出張所5カ所
- 主力機械（2021年4月1日現在）
  - 水槽付消防ポンプ自動車：12
  - はしご付消防自動車：１
  - 屈折はしご付消防自動車：１
  - 化学消防自動車：1
  - 水槽車：2
  - 救助工作車：2
  - 救急自動車：14
  - 指揮車：2
  - 指令車：4
  - 支援車 : 1
  - 査察車：5
  - 人員搬送車：2
  - 人員輸送車 : 1
  - 資機材搬送車：3
  - 拠点機能形成車 : 1
  - 広報車：9
  - 連絡車：2
  - その他：3

【主力機械に関する参考文献：令和2年版消防年報（可茂消防事務組合）】

### 沿革
- 1954年4月　美濃加茂市消防本部及び消防署を開設
- 1965年4月　可児町消防本部及び消防署を開設
- 1970年4月　美濃加茂市、加茂郡坂祝町、富加村、川辺町、八百津町、可児郡可児町、御嵩町、兼山町の1市6町1村にて可茂消防事務組合を設立。美濃加茂市消防署を中消防署、可児町消防署を南消防署と改称。
- 1971年4月　富加、川辺、八百津、御嵩の各出張所を開設
- 1979年4月　森山、西可児の各分遣所を開設
- 1980年3月　本部庁舎を竣工
- 1981年4月　加茂郡七宗町、白川町、東白川村が加入し、現在の管轄区域となる
- 1981年10月　東消防署及び七宗出張所を開設
- 1982年11月　東白川分遣所を開設
- 1983年3月　東可児分遣所を開設
- 2002年4月　西可児分遣所を西可児分署に昇格
- 2003年4月　御嵩出張所を御嵩分署に昇格
- 2013年2月　川辺出張所を川辺町比久見へ移転
- 2015年2月　富加出張所を富加町滝田へ移転
- 2020年4月　森山分遣所を美濃加茂市下米田町へ移転、中央分署に昇格
- 2022年2月　救急ワークステーションを中部国際医療センター敷地内に開設

### 組織
- 消防本部 - 総務課、消防課、予防課、通信指令課、救急課
- 消防署

### 消防署
| 消防署   | 住所                    | 分署、分遣所、出張所 |
| -------- | ----------------------- | --- |
| 中消防署 | 美濃加茂市加茂川町3-7-7 | 中央分署：美濃加茂市下米田町今536-1 富加出張所：加茂郡富加町滝田1480-3 川辺出張所：加茂郡川辺町比久見770-5 八百津出張所：加茂郡八百津町八百津3390-8 救急ワークステーション : 美濃加茂市健康のまち1-5 |
| 南消防署 | 可児市下恵土5629-1      | 西可児分署：可児市東帷子1683-1 東可児分遣所：可児市皐ヶ丘8-1 御嵩分署：可児郡御嵩町御嵩1231-1 |
| 東消防署 | 加茂郡白川町河岐1873-2  | 東白川分遣所：加茂郡東白川村神土635-1 七宗出張所：加茂郡七宗町神渕2785 |